# Quando i bambini giocano in cielo
Quando i bambini giocano in cielo (When Children Play in the Sky) è un film del 2005 diretto da Lorenzo Hendel, vincitore nel 2006 del premio Premio Ippocampo alla miglior Opera Prima assegnato durante la manifestazione Maremetraggio.